# ۶۵۴ (پیش از میلاد)
۶۵۴ (پیش از میلاد) ۶۵۴مین سال قبل از تقویم میلادی است.